# Марк Перперна Вейентон
Марк Перпе́рна Вейенто́н (лат. Marcus Perperna Veiento; умер в 72 году до н. э.) — древнеримский военачальник и политический деятель. Во время гражданских войн 80-х годов до н. э. примкнул к марианской «партии». Прошёл cursus honorum до претуры включительно; в 82 году до н. э. был наместником Сицилии, которую оставил без боя сулланскому полководцу Гнею Помпею. Следующие несколько лет провёл в изгнании. В 77 году до н. э. примкнул к поднявшему мятеж Марку Эмилию Лепиду, а после его смерти возглавил на Сардинии остатки его армии, с которыми переправился в Испанию. Здесь Перперна присоединился к ещё одному мятежнику — Квинту Серторию. С переменным успехом участвовал в военных действиях против сенатских армий, которыми командовали Помпей и Квинт Цецилий Метелл Пий.
Перперна возглавил одну из сильных политических группировок в окружении Квинта Сертория. В 73 году до н. э. в связи с серией поражений он организовал заговор и убийство Сертория, после чего стал правителем марианской Испании. Но в первом же сражении с Помпеем Перперна потерпел полное поражение. Он попал в плен и был казнён.

## Биография

### Происхождение
Номен Перперна (Perperna) имеет этрусское происхождение. Некоторые источники (главным образом греческие) употребляют вариант Перпенна (Perpenna), но в историографии принято отдавать предпочтение написанию Перперна, встречающемуся в ряде латинских надписей и в самом раннем из сохранившихся литературных источников — речах Марка Туллия Цицерона. Плутарх в одном месте своей биографии Сертория называет когномен Марка — Вентон; в других источниках такое родовое прозвище не встречается, зато есть латинская надпись, упоминающая некоего Гая Перперну Вейентона. Отсюда исследователи делают вывод, что именно Вейентон — правильная форма.
Род Перперн вошёл в состав римского нобилитета во второй половине II века до н. э. Предполагаемый дед Вейентона Марк стал в 130 году до н. э. первым консулом в своей семье и первым обладателем неримского имени в Капитолийских фастах (единственным до Союзнической войны). Позже выяснилось, что его отец в своё время незаконно присвоил римское гражданство. Тем не менее представитель следующего поколения, тоже Марк, достиг консульства в 92 году до н. э., а в 86 году даже получил наиболее почётную магистратуру — цензуру. Он намного пережил своего сына и умер уже в 49 году до н. э. в возрасте 98 лет.
У Марка Перперны Вейентона была сестра-весталка; Аппиан упоминает его племянника, так что было как минимум две сестры. Имея в своей родословной двух консулов, Марк-младший принадлежал к «молодой» аристократии, и это означало, что хорошая карьера не была ему безусловно гарантирована. В историографии с этим связывают его присоединение к марианской «партии».

### Начало карьеры
Первые упоминания Марка Перперны в источниках относятся ко времени решающей гражданской войны между Луцием Корнелием Суллой и марианцами. Перперна был на стороне последних, и здесь могли сыграть свою роль не только туманные карьерные перспективы, но и позиция его отца, который в тот момент был врагом Суллы. Точных датировок карьеры Марка-младшего нет. В какой-то момент он наверняка занимал должность квестора; Гай Веллей Патеркул и Валерий Максим называют его бывшим претором, а Диодор Сицилийский — стратегом Сицилии, причём в связи с событиями 82 года до н. э. Отсюда некоторые исследователи, включая автора статьи о Перперне в энциклопедии Паули-Виссова Ф. Мюнцера и составителя классического справочника о римских магистратах Р. Броутона, делают вывод, что именно в 82 году до н. э. этот нобиль был претором с полномочиями наместника Сицилии. Существует также мнение, что Перперна мог править провинцией в качестве пропретора, а его претура соответственно приходилась на 83 год до н. э.
В любом случае в 82 году до н. э. Перперна был наместником Сицилии, преемником в этом качестве Гая Норбана. У него были старые семейные связи с этой провинцией: за полвека до того его дед подавлял на острове восстание рабов. В Италии в 82 году шла ожесточённая гражданская война: Сулла нанёс ряд серьёзных поражений марианцам и осадил в городе Пренесте одного из вождей этой «партии», Гая Мария-младшего. По словам Диодора, Перперна отверг предложение Суллы перейти на его сторону и даже «надменно заявлял, что переправится с Сицилии со всеми силами и вызволит Мария из Пренесте». Но такую попытку он всё же не предпринял. Марий вскоре погиб. Сулла, узнав, «что Перпенна укрепляется на Сицилии, стараясь превратить остров в опорный пункт для остатков приверженцев Мария», отправил против него большую армию во главе с Гнеем Помпеем. Наместник оставил провинцию без боя. Источники упоминают некую «услугу», оказанную Перперной Помпею в связи с этими событиями; речь может идти о тайной договорённости, согласно которой второй гарантировал первому личную безопасность в обмен на контроль над Сицилией.
Имя Перперны попало в один из проскрипционных списков; гибели он избежал, удалившись в изгнание по примеру одного из марианских консулов 83 года до н. э. Луция Корнелия Сципиона Азиатского. Куда именно он отправился, точно неизвестно. Ф. Мюнцер, основываясь на одном пассаже Орозия, полагает, что это могла быть Лигурия.

### Под командованием Лепида и Сертория
В следующий раз Перперна упоминается в источниках в связи с событиями 77 года до н. э. Т. Моммзен предположил, что сразу после смерти Луция Корнелия Суллы в 78 году до н. э. изгнанник вернулся в Рим, но эта гипотеза не имеет опоры на тексты античных авторов. Один из консулов 78 года Марк Эмилий Лепид поднял мятеж, чтобы демонтировать политический режим, созданный Суллой. Перперна примкнул к нему и действовал в Лигурии; под его началом была одна из четырёх мятежных армий, верховное командование над которыми, по-видимому, осуществлял Лепид как единственный обладатель официальных полномочий (другими военачальниками, кроме самого Лепида в Этрурии, были Марк Юний Брут в Цизальпийской Галлии и Луций Корнелий Сципион Азиатский Эмилиан в Лации).
Мятеж закончился поражением. Брут и Сципион сдались противнику и были убиты, а Лепид, разбитый на Марсовом поле, переправился на Сардинию, где вскоре умер от чахотки. Находившийся там же Перперна возглавил остатки его армии (53 когорты), численность которых исследователи оценивают в 20—26 или даже 30 тысяч человек. Предположительно, в дальнейшем Перперна высадился в Лигурии и предложил действовавшему в Испании марианцу Квинту Серторию совместно двинуться в Италию, но был потеснён Помпеем и ушёл за Пиренеи; правда, один из источников утверждает, что Перперна сразу переправился в Испанию. Здесь Перперна намеревался самостоятельно воевать с командовавшим сенатской армией Квинтом Цецилием Метеллом Пием, но солдаты заставили его присоединиться к Серторию. Согласно Плутарху, это произошло, когда выяснилось, что в Испанию движется ещё одна сулланская армия под командованием Помпея; согласно Аппиану, порядок событий был обратным: сенат направил в Испанию ещё одного командующего, узнав об усилении Сертория. Предположительно объединение двух армий произошло не позже, чем в сентябре 77 года до н. э.
И Перперна, и Серторий были преториями (бывшими преторами). При этом Перперна обладал явным формальным преимуществом как сын и внук консулов, а потому мог претендовать на общее командование; только требования солдат заставили его подчиниться «новому человеку» . Тем не менее появление Перперны в окружении Сертория могло спровоцировать жёсткую борьбу за власть. Серторий выиграл её на первом этапе, но в дальнейшем был вынужден считаться с Перперной, предоставляя ему полномочия легата и крупные воинские соединения. С Марком в Испанию прибыл целый ряд римлян сенаторского достоинства. Это были патриций Луций Корнелий Цинна, Луций Фабий Испанский, Маний Антоний, Гай Геренний, Марк Марий и другие. В результате резко усилилась неоднородность элиты марианской Испании: могли даже возникнуть две скрытно противоборствующие группировки – Сертория и Перперны. Существует гипотеза, что именно ради достижения компромисса с присоединившимися к нему аристократами Серторий создал свой сенат.

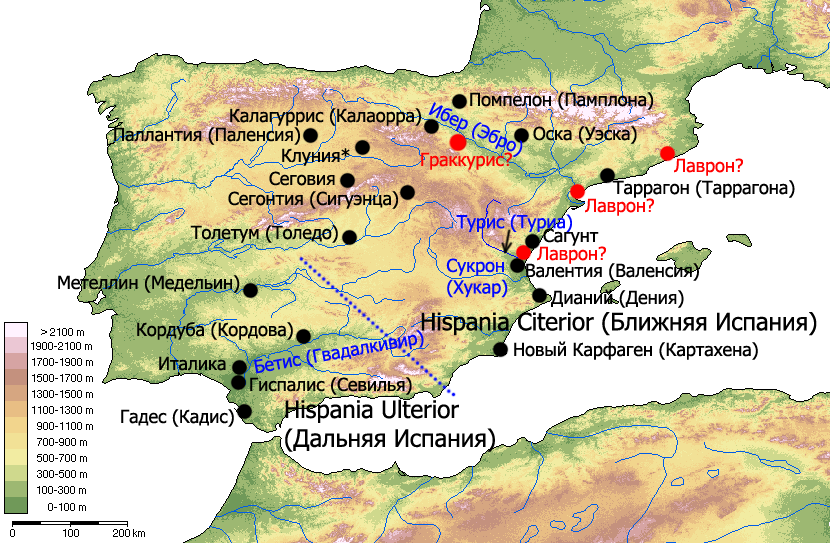
Римская Испания во времена Серторианской войны. Подписаны важнейшие города и реки, где разворачивались события войны. Синей пунктирной линией обозначена примерная граница между Ближней и Дальней Испанией. Локализация городов, обозначенных и подписанных красным цветом, достоверно не установлена.

Во время кампании 75 года до н. э. Перперна получил под своё командование 20 тысяч пехотинцев и 1500 всадников; с этими силами он и Гай Геренний должны были удерживать Помпея на северо-востоке. В битве при Валентии они были наголову разгромлены: погиб Геренний и ещё 10 тысяч воинов, а Валентия была взята и разрушена. Весть о столь серьёзном поражении заставила Сертория вернуться на побережье. Остатки войск Перперны, по-видимому, присоединились к нему.
У реки Сукрон произошло новое сражение. В нём Перперна предположительно командовал левым крылом; он сражался против Помпея и был потеснён, так что Серторию пришлось лично возглавить оборону на этом участке. В целом битва закончилась успехом марианцев, которые на следующий день всё-таки отступили: приближалась армия Метелла Пия. После этого Серторий и Перперна ушли в глубь полуострова, в Кельтиберию, а Помпей и Метелл, объединившие свои силы, последовали за ними. Серией манёвров марианцы смогли запереть противника в долине под Сегонтией и заставить его почувствовать острую нехватку продовольствия, но вскоре всё-таки вступили в бой — возможно, на этом настояли рядовые воины. Серторий в схватке с Помпеем одержал победу; в то же время войско Перперны понесло тяжёлые потери в бою с Метеллом (5 тысяч убитыми). Из изложения Аппиана следует, что здесь правительственные войска одержали верх. Серторий пришёл на помощь своему легату: «он теснил врага и пробивался к самому Метеллу, сметая на пути тех, кто ещё держался». Метелл был ранен, но его солдаты всё же заставили противника отступить.
В следующем году (74 до н. э.) Перперна предпринял самостоятельный поход на северо-запад. Источники сообщают о взятии города Калы в Галлекии, но при этом об общих результатах похода, как и о его целях, ничего не известно.

### Заговор против Сертория и гибель
После событий 75 года до н. э. положение марианцев в Испании существенно ухудшилось. Сокращалась контролируемая ими территория, существенная часть их воинов погибла в сражениях, так что испанцы начали численно преобладать над римлянами и италиками. В этой ситуации неизбежно обострились взаимоотношения Сертория и его римского окружения, в котором важную роль играли Перперна и его сторонники. Возник заговор, причём в источниках содержатся две разные версии событий. Согласно Диодору Сицилийскому и Аппиану, Серторий начал действовать как тиран: он перестал считаться с соратниками-римлянами, притеснял испанцев, предался наслаждениям и роскоши, перестал заниматься делами, из-за чего стал терпеть поражения. Видя его жестокость и подозрительность и боясь в связи с этим за свою жизнь, Перперна организовал заговор, который был раскрыт; почти все заговорщики были казнены, но Перперна почему-то уцелел и довёл дело до конца.
Согласно Плутарху, вина за случившееся полностью лежит на Перперне. Этот военачальник, гордый своим высоким происхождением, «лелеял в душе пустое стремление к верховной власти», а потому начал подбивать других высших офицеров к выступлению против командующего. Он говорил, что сенат превратился в посмешище и что римляне стали «свитой беглеца Сертория», на которую «обрушиваются брань, приказы и повинности, словно на каких-то испанцев и лузитанцев». Уже во время подготовки к покушению Перперна узнал, что информация о заговоре начала бесконтрольно распространяться, и перешёл к решительным действиям.
В историографии эти две версии считаются не взаимоисключающими, а дополняющими друг друга. У заговорщиков действительно могли быть претензии к стилю управления, который демонстрировал Серторий в последние годы. При этом Перперна в своей агитации мог преувеличивать склонность своего командира к тирании; именно властолюбие Перперны рассматривается как главная причина гибели Сертория. Плутарх утверждает, будто заговорщики осмелели благодаря победам над сенатскими войсками, но в действительности всё могло быть наоборот — поражения подорвали авторитет проконсула. Есть гипотеза, что заговорщики были против партизанской войны и хотели дать врагу генеральное сражение, которого избегал Серторий.
Некоторые учёные связывают заговор с попытками договориться с правившим в Риме режимом. Одни считают, что заговорщики хотели купить примирение ценой головы Сертория; другие — что как раз Серторий стремился к компромиссу, которого не хотело его окружение. Но обе версии не имеют опоры в источниках. К тому же Метелл и Помпей демонстрировали нежелание договариваться даже в те времена, когда дела у мятежников шли заметно лучше.
Подробный рассказ о гибели Сертория оставил Плутарх. Он сообщает, что заговорщики подослали гонца с вестью о большой победе мятежников. Перперна по такому случаю организовал пир, на который пригласил Сертория. Последний, хотя и обрадованный новостями, всё же согласился прийти только «после долгих настояний» . Среди прочих гостей на пиру были Маний Антоний, Луций Фабий Испанский, Тарквиций, секретари Меценат и Версий.

Когда выпивка уже была в разгаре, гости, искавшие предлога для столкновения, распустили языки, и, прикидываясь сильно пьяными, говорили непристойности, рассчитывая вывести Сертория из себя. Серторий, однако, — то ли потому, что был недоволен нарушением порядка, то ли разгадав по дерзости речей и по необычному пренебрежению к себе замысел заговорщиков, — лишь повернулся на ложе и лёг навзничь, стараясь не замечать и не слышать ничего. Тогда Перперна поднял чашу неразбавленного вина и, пригубив, со звоном уронил её. Это был условный знак, и тут же Антоний, возлежавший рядом с Серторием, ударил его мечом. Серторий повернулся в его сторону и хотел было встать, но Антоний бросился ему на грудь и схватил за руки; лишённый возможности сопротивляться, Серторий умер под ударами множества заговорщиков.
— Плутарх. Серторий, 26.
Командование перешло к Перперне. Согласно Аппиану, именно глава заговора был указан в завещании Сертория как его преемник, и это обстоятельство усилило недовольство рядовых солдат, возмущённых убийством их вождя. Перперна смог заново подчинить себе римлян и италиков. Несколько позже он казнил нескольких недовольных из эмигрантской верхушки, включая собственного племянника. А вот испанские племена сразу после смены руководства начали переходить на сторону Метелла и Помпея: видимо, они считали себя клиентами только Сертория, но не его преемника. Перперне пришлось ездить по стране и уговаривать отдельные общины продолжать войну. Чтобы удержать союзников, он отпускал заложников и раздавал гражданские права, но в результате его позиции только продолжали слабеть.

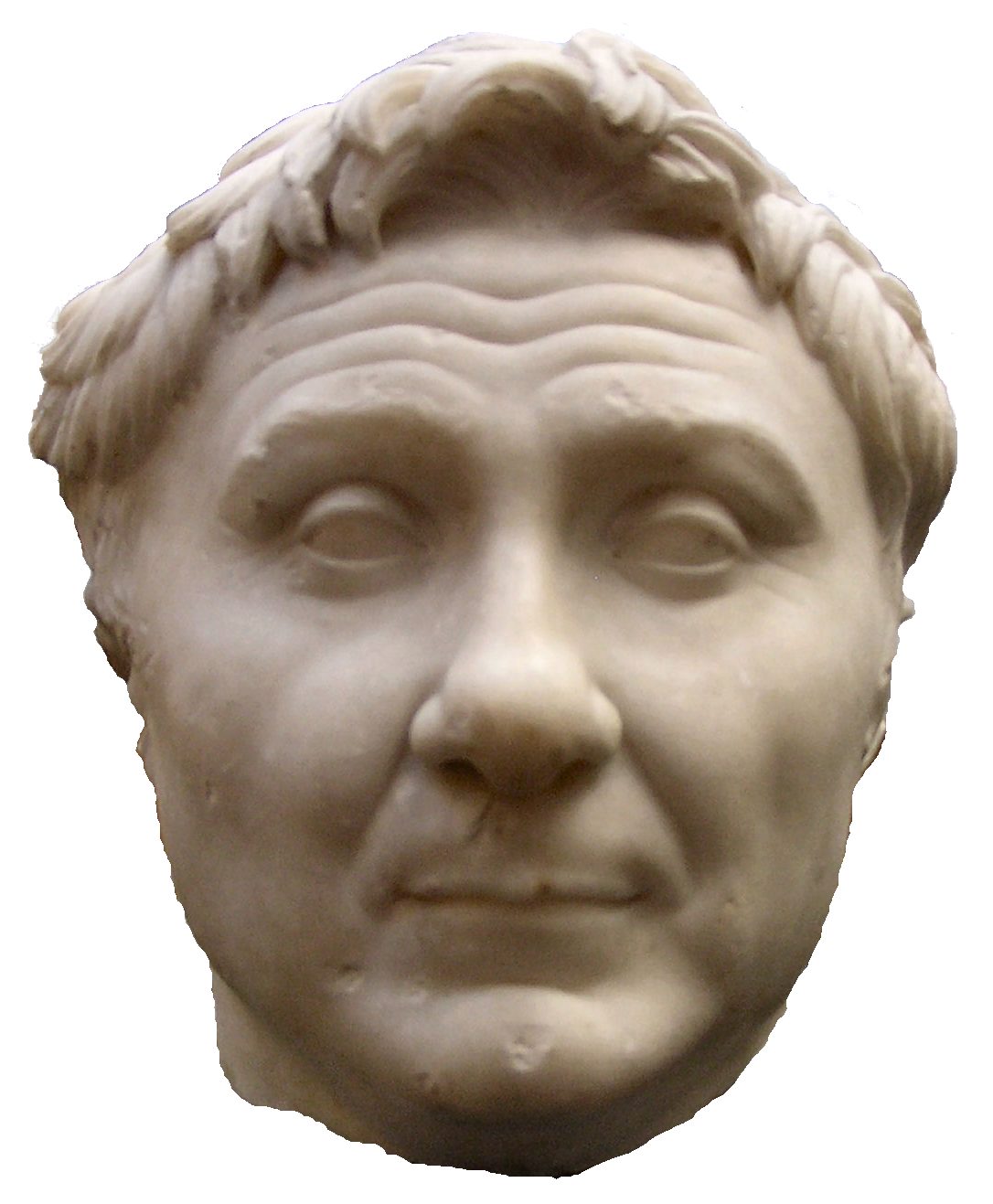
Гней Помпей Великий. Бюст из Новой глиптотеки Карлсберга в Копенгагене

Существует предположение, что Перперна, поняв сложность своего положения, ушёл в Галлекию, где держался ещё год или полтора. Противники этой гипотезы обращают внимание на то, что по данным античных авторов Перперна ненадолго пережил Сертория, что его воины после окончательного поражения бежали в том числе в Мавретанию и на Сицилию, и что окончательное поражение мятежникам нанёс наместник Ближней Испании Помпей, тогда как Галлекия тяготела скорее к Дальней Испании, которой управлял Метелл Пий.
Перперне нужно было как можно скорее дать бой правительственным войскам, пока его собственная армия сохраняла управляемость. Поэтому он выступил против Помпея. Уже на десятый день кампании произошло сражение, решившее исход всей войны. По данным Плутарха, Помпей выслал вперёд 10 когорт, которые заманили марианцев в заранее приготовленную засаду. Войско Перперны потерпело полное поражение. Его командир спрятался в кустах, «боясь своих воинов больше, чем вражеских». Его нашли и потащили к Помпею. Перперна кричал, что выдаст тайную переписку Сертория с римскими политиками, но Помпей не стал его слушать и приказал тут же казнить. Большинство серторианцев получило помилование.

## Оценки
Античные авторы и исследователи более поздних эпох оценивают личность и деятельность Перперны почти исключительно негативно из-за вероломного убийства им Сертория. В частности, Диодор Сицилийский, с симпатией относившийся к Сулле, предвзято изобразил события 82 года до н. э. В его «Исторической библиотеке» Перперна надменно отвергает разумные предложения противника, произносит пустые угрозы, а после появления в Сицилии армии Помпея с позором оставляет провинцию. Аппиан называет убийство Сертория «гнусностью», отмечает проявленные Перперной во время его недолгого командования в Испании жестокость и малодушие.
Плутарх, настроенный явно враждебно по отношению к Перперне, в своих «Сравнительных жизнеописаниях» сравнивает его с Серторием самым невыгодным для первого образом: в биографии Помпея он пишет, что «у Перперны были те же самые силы и средства, но не хватало способностей и разума для столь же успешного их применения», а в биографии Сертория — что Перперна «использовал созданные Серторием военные силы только для того, чтобы обнаружить собственное ничтожество и показать, что по своей природе он не годен ни повелевать, ни подчиняться».
Ф. Мюнцер в биографии Перперны, написанной для энциклопедии «Паули-Виссова», полностью соглашается с оценками Плутарха. В частности, по его мнению, малодушное поведение Перперны в Сицилии в 82 году до н. э. привело к гибели одного из вождей марианцев — Гнея Папирия Карбона. А. Шультен называет Перперну «злым гением Сертория».
Современный российский исследователь А. В. Короленков в отдельной статье попытался пересмотреть традиционное мнение о Перперне. Он пришёл к следующему выводу: «Моральная оценка этого персонажа не вызывает сомнений. Иначе обстоит дело с политической деятельностью. Конечно, к выдающимся героям той эпохи его отнести нельзя. Но и полным ничтожеством он не был».